# 失忆症：黑暗后裔
《失忆症：黑暗后裔》是一款由Frictional Games开发的图形冒险类恐怖生存游戏。

## 游戏系统
与开发商以前制作的游戏类似，《失忆症》是一款第一人称视角冒险游戏。该游戏保留了《半影》中使用的物理对象作用，允许高物效果的谜题和动作，如开门和修理机器。
《失忆症》不允许玩家使用武器，玩家在面对Brennenburg城堡的可怕怪物时无法防御。因此，玩家必须运用才智逃避和躲开怪物，直到它们失去搜寻玩家的兴趣。运用阴影来隐藏是个好方法。
除了血条外，游戏中还有一个显示角色神智的指标。在黑暗中呆得时间过长、目击令人不安的事件或凝视怪物过久都会降低神志清醒度。一旦神智清醒度降低，会发生幻听和幻视，玩家更容易被怪物发现。点燃蜡烛或其他光源，或者接近油灯，便可以阻止神智清醒度持续下降。不过，引火物数量有限，油灯也会因用光油而熄灭。这时玩家必须严格控制在光明处与黑暗处呆的时间。每完成一次任务，神智会恢复至完全清醒。

## 剧情
游戏中玩家扮演丹尼尔，一个来自伦敦的年轻人，他在Brennenburg城堡的一个大厅里醒来，丧失了对自己过去的记忆。他只记得自己的名字，以及自己正在被追杀。
在整个游戏中，丹尼尔的情况和背景资料可以通过玩家在探险途中找到的日记，以及丹尼尔对旧记忆的追忆中获得。丹尼尔醒来后不久，便发现了一张他自己写的纸条，上面解释了他是怎样故意失忆的，但具体原因尚不清楚。这张纸条指引丹尼尔去城堡内室，并杀掉一个叫亚历山大的人，那人是城堡里的男爵。这张纸条最终警告说一股名為「暗影」的力量正在逼近他，丹尼尔必须尽可能躲开他。
丹尼尔于是决定深入城堡内室探险。冒险途中，丹尼尔时而发现墙上和门上会长出肉质的东西，预示着梦魇的临近。通过散落在各个房间的日记纸条，城堡变得破败的原因开始慢慢浮现。丹尼尔到城堡之前，曾与好友兼同僚赫伯特去非洲进行考古探索，以研究古代墓葬场所。在那里，丹尼尔偶然发现了一个地下洞室，比他们希望找到的墓室更加古老。石块的坍塌将丹尼尔困在其中，他开始窒息，同时他看见了一个奇怪的蓝色光球。他想要抓住它，可就在这时被阿拉伯人救了出去，手里只留下奇魔球体的碎片。
丹尼尔在赫伯特的要求下回到英国，想要把那些碎片重新组合起来，可发现它们根本拼不上。更奇怪的是，那些碎片的形状和质地会发生变化。为了搞清此事，丹尼尔拜访了著名地质学家威廉·史密斯爵士。史密斯也无法断定碎片变形的原因，他推测那只是一种自然现象。丹尼尔随后收到一封信，上面说探险队已遭灭顶之灾，只找到了一个无人的营地。赫伯特和他的人失踪，唯一幸存者严重受伤，不停的说探险队遭到追杀。赫伯特的一些日记被送回英国，到了丹尼尔手里。大多数记录只是随手快速写下的，使丹尼尔感到困惑的是，赫伯特说他虽然很快窒息了，却在洞室中困了超过一小时。赫伯特说是他自己下到洞室里找到魔球，这说明丹尼尔拿到碎片是不可能的。
丹尼尔继续探索城堡，很快被焦虑、怪物和黑暗所困扰。他还在幻想中看到城堡的过去，包括亚历山大——他要杀掉的那个人以前在房间里做过的事情。丹尼尔意识到亚历山大曾在一些动物身上做过残忍的实验，以寻找“生命经历”，他认为那对于一种神秘仪式是必不可少的。亚历山大甚至毒杀自己的人，以防他们把城堡里发生的事透露给外界。丹尼尔还忆及亚历山大与自己互相交谈，可能是在去城堡内室的路上。丹尼尔坐亚历山大的升降机继续深入城堡，于是来到城堡的地下监狱。
后来的日记显示虽然每晚被怪物追杀，丹尼尔在做了一个梦后有了重新组合那个球体的能力。球体不需任何黏合剂就被拼好，现在完好的放在丹尼尔的休息室。丹尼尔去赫伯特的大学询问关于遗迹的事，见到了泰勒教授，了解到更多事。他得知那个魔球似乎在英国文化中打下了印记，甚至影响了皇家纹章的设计。据推测该球体本来为神父们所用。他离开后，偶然听说威廉·史密斯在与自己谈话的两星期后被杀。通过更多的回忆，丹尼尔得知他因噩梦一事拜访过塔特医生，但没有得到明确的诊断。几天后，泰勒和塔特也被残忍的杀害，这使人确信丹尼尔与他们的死有关。丹尼尔觉得他就是下一个，便尝试与赫伯特地址簿上的许多人联系，他得到了一个普鲁士男爵的秘密回复，男爵声称他可以用某种未知的力量来保护丹尼尔。
据丹尼尔回忆，在城堡时，他开始协助亚历山大完成多种任务，以避免梦魇的临近。魔球的护卫者“阴影”不久就会到来，虽然它常被认为行动迟缓。丹尼尔允许亚历山大用魔球来驱散阴影。在城堡之旅中，亚历山大不仅得知Brennenburg被用作监狱，而且还发现囚犯们在秘密仪式中被用作解救丹尼尔的工具。阴影越来越临近，可是让它进入城堡的仪式却部分失效了。丹尼尔告诉亚历山大他会不择手段的求生，但却不知不觉落入了男爵的掌控之中。
回到现在，丹尼尔慢慢接近内室，这时他发现了一个被铁链绑在靠近实验室的门上的一个虚弱老人。此人是亚历山大的一个朋友——阿格里帕，多年前他曾帮亚历山大获取关于魔球力量的知识。他已经是行尸走肉，所以亚历山大可以用它获取信息。阿格里帕让丹尼尔帮他摆脱自己的身体，阻止亚历山大使用魔球。丹尼尔找到了神水配料和其他必需品，发现自己置身的那个部分遍布着拷问室和尸体。通过回忆和更多的日记，丹尼尔在游戏开始时选择失忆的原因开始浮出水面。
前进途中，丹尼尔被许多怪物攻击，并被锁在一个囚室里。丹尼尔设法逃脱，回到实验室，发现阴影的力量几乎能控制一切。阿格里帕向丹尼尔要神水，如果玩家找到配料，便可制成神水给阿格里帕喝。这位老人会讓丹尼尔砍掉自己的头，让他帶著自己的頭去阻止亚历山大，并抢先找到出口。若玩家找不到配料，便自己进入内室，用魔球的力量开路。最后有三個結局，一是阻止亚历山大的計畫后逃出，並且死于内室，二是丹尼尔推倒柱子，逃出，三是幫助阿格里帕到另一個世界後被接引過去。

## 开发
该游戏是与《半影：安魂曲》同时开发的。它最初的名字是《Unknown》和《Lux Tenebras》，2009年1月13日改为《失忆症》，同时官网上线，预告片放出。2010年8月28日宣布即将发售。9月3日放出试玩版。

## 评价
《失忆症》得到了较高的积极评价，其中的诡异气氛和恐怖元素得到了广泛称许。《Rock, Paper, Shotgun》的约翰·沃克甚至称“有理由说《失忆症》是有史以来最成功的恐怖游戏”。《逃避现实的人》的零标点符号（以批评多款当代恐怖游戏不够恐怖而知名）也称赞了该游戏的恐怖性。不过Frictional Games在销售开始时对这部作品并不乐观。